# Pieszyce
Pieszyce é um município da Polônia, na voivodia da Baixa Silésia e no condado de Dzierżoniów. Estende-se por uma área de 17,72 km², com 7 170 habitantes, segundo os censos de 2016, com uma densidade de 404,6 hab/km².